# Entalina
Entalina är ett släkte av blötdjur som beskrevs av Monterosato 1872. Entalina ingår i familjen Entalinidae.
Kladogram enligt Catalogue of Life och Dyntaxa:
| Entalina | \| \| Entalina adenensis \| \| \| \| \| \| Entalina dorsicostata \| \| \| \| \| \| Entalina inaequisculpta \| \| \| \| \| \| Entalina mirifica \| \| \| \| \| \| Entalina platamodes \| \| \| \| \| \| Entalina subterlineata \| \| \| \| \| \| Entalina tetragona \| \| \| \| |
|          | \| \| Entalina adenensis \| \| \| \| \| \| Entalina dorsicostata \| \| \| \| \| \| Entalina inaequisculpta \| \| \| \| \| \| Entalina mirifica \| \| \| \| \| \| Entalina platamodes \| \| \| \| \| \| Entalina subterlineata \| \| \| \| \| \| Entalina tetragona \| \| \| \| |
|          | Bathoxiphus |
|          | |
|          | Costentalina |
|          | |
|          | Entalinopsis |
|          | |
|          | Heteroschismoides |
|          | |
|          | Pertusiconcha |
|          | |
|          | Rhomboxiphus |
|          | |
|          | Solenoxiphus |
|          | |
|          | Spadentalina |
|          | |
|          | Entalina adenensis |
|          | |
|          | Entalina dorsicostata |
|          | |
|          | Entalina inaequisculpta |
|          | |
|          | Entalina mirifica |
|          | |
|          | Entalina platamodes |
|          | |
|          | Entalina subterlineata |
|          | |
|          | Entalina tetragona |
|          | |

|  | Entalina adenensis      |
|  |                         |
|  | Entalina dorsicostata   |
|  |                         |
|  | Entalina inaequisculpta |
|  |                         |
|  | Entalina mirifica       |
|  |                         |
|  | Entalina platamodes     |
|  |                         |
|  | Entalina subterlineata  |
|  |                         |
|  | Entalina tetragona      |
|  |                         |